# Avkastning
Avkastning är ett ekonomiskt begrepp som beskriver hur mycket en tillgång förändrats i värde från en tidigare tidpunkt. Begreppet används inte bara som ekonomisk term inom företagsekonomi och finansväsen utan även inom jord- och skogsbruk samt päls- och fiskerinäringen. Där menas i första hand inte rena pengar, utan avkastningen är då ett mått på den mängd grödor, frukter, timmer och fångst etc. som kan skördas. Avkastningen varierar då över tid beroende på väder, fiskekvoter, politiska fördrag, med mera. Denna Wikipedia-artikel behandlar dock endast hur begreppet används inom företagsekonomi och annan finansiell ekonomi.
Beroende på hur ofta man väljer att mäta avkastningar kan man tala om dagsavkastningar, veckoavkastningar eller månadsavkastningar. Mer sällsynt används årsavkastning. Det är också möjligt att mäta avkastningar på olika sätt:
- logaritmiska avkastningar - Innebär att man tar den naturliga logaritmen för avkastningen som mäts mellan tidpunkterna 1 och 0: ln(V1/V0).
- enkla avkastningar - Innebär helt enkelt att man tar differensen mellan värdet för något vid två tidpunkter: V1 - V0
- relativa avkastningar - Innebär att man beräknar den geometriska differensen mellan värdet för något vid två tidpunkter: V1/V0 -1 = (V1-V0)/V0

Inom tillgångsförvaltning, exempelvis förvaltningen av en fond, uppstår kassaflöden in och ut hela tiden när kunder köper och säljer fondandelar. Det är inte önskvärt att dessa kassaflöden speglar fondens avkastning. Istället vill man mäta värdeförändringen i det fonden investerat i, exempelvis ett aktieindex om det är en aktieindexfond. För att göra detta används tidsviktad avkastning (time weighted returns) som exkluderar kassaflöden.

## Avkastningsmått för finansiell ekonomi
Inom finansiell ekonomi beskriver begreppet avkastning vinst i förhållande till kapitalinsats och tid. Kallas ibland även för räntabilitet (ränta på insatt kapital). Det går inte generellt att säga hur stort eller litet värdet på räntabiliteten skall vara då detta beror på risktagande, riskaversion och bransch. Istället används måttet som jämförelser mellan företag inom samma område och även internt mellan olika räkenskapsår.
Följande tre typer av räntabilitetsmått används ofta:
- Räntabilitet på totalt kapital = (Justerat rörelseresultat + Justerade finansiella intäkter) / Genomsnittligt justerat totalt kapital

Ett mått för att bedöma om ett företags verksamhet ger en acceptabel förräntning på företagets förfogade resurser.
- Räntabilitet på arbetande kapital (avkastningskrävande) = (Justerat rörelseresultat + justerade finansiella intäkter) / Genomsnittligt justerat totalt kapital exkl. räntefri finansiering

Detta mått, till skillnad från räntabilitet på totalt kapital, visar direkt om räntabiliteten räcker för att betala räntor till kreditinstitut och uppfylla ägarnas krav på avkastningskrav på eget kapital och så vidare.
- Räntabilitet på eget kapital efter schablonskatt = Resultat efter finansiella poster × 0,78 / Genomsnittligt justerat eget kapital

Ett viktigt mått ur aktiemarknadens synpunkt

## Avkastningsmått för obligationer (yield)
För obligationer används ofta det engelska begreppet yield. Yield to maturity är den ränta som gör att en obligations samtliga betalningsströmmar, diskonterade till idag, motsvarar obligationens nuvarande marknadspris. 